# (6440) Ransome
(6440) Ransome ist ein Asteroid des Hauptgürtels, der am 8. September 1988 von dem tschechischen Astronomen Antonín Mrkos am Kleť-Observatorium (IAU-Code 046) in Südböhmen in der Nähe der Stadt Český Krumlov entdeckt wurde.
Der Himmelskörper gehört zur Nysa-Gruppe, einer nach (44) Nysa benannten Gruppe von Asteroiden (auch Hertha-Familie genannt, nach (135) Hertha).
Der Asteroid wurde am 2. April 1999 nach der britischen Schriftsteller Arthur Ransome (1884–1967) benannt, der der Schöpfer der Kinderbuchreihe Swallows and Amazons und einer der beliebtesten Autoren von Kinderbüchern ist.